# Richard Schiffner (Architekt)
Richard Schiffner (* 7. Februar 1881 in Zittau; † 17. April 1953 ebenda) war ein deutscher Architekt.

## Leben
Richard Schiffner war der Sohn eines Eisenbahnbeamten. Er besuchte die Bürgerschule in Zittau und, verbunden mit einer Maurerlehre, die Zittauer Baugewerkschule. Anschließend arbeitete er in Leipzig und studierte ab 1903 Architektur an der Kunstakademie Dresden, vor allem bei Paul Wallot. Zum Abschluss seines Studiums wurde er mit der Silbernen Medaille der Akademie ausgezeichnet und erhielt das Reisestipendium der Gottfried-Semper-Stiftung nach Italien. Er wurde zunächst Mitarbeiter beim Hochbauamt der Stadt Dresden unter Stadtbaurat Hans Erlwein ein und war an der Ausführung des Städtischen Vieh- und Schlachthofs in Dresden beteiligt.
1911 eröffnete er sein eigenes Büro in Zittau, zunächst am Rathausplatz 2, später Markt 22.

## Werke

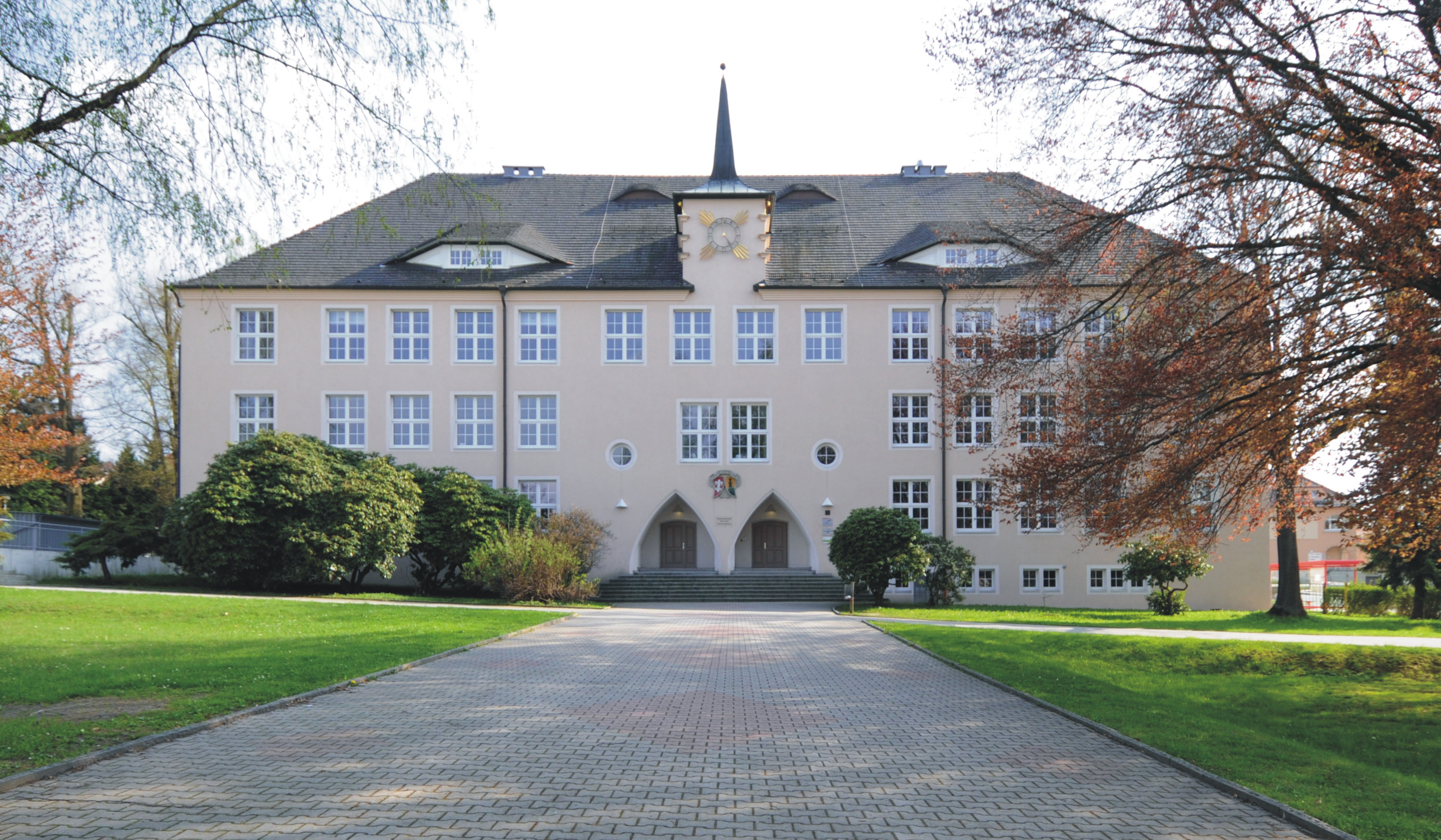
Pestalozzi-Schule in Neusalza-Spremberg

Als Schiffners Hauptwerk gilt das König-Albert-Museum in Zwickau. Am 14. Juli 1910 erhielt sein Wettbewerbsentwurf vom Preisgericht den 1. Preis; das Gebäude wurde von 1912 bis 1914 ausgeführt und beherbergt bis heute die städtischen Kunstsammlungen und die Ratsschulbibliothek Zwickau.
In Zittau entwarf er den 1912 ausgeführten Neubau der Kronen-Lichtspiele, Äußere Weberstraße 17, der 1928 von dem Dresdner Architekten Martin Pietzsch umgebaut wurde.
Beim Neubau des nach Entwürfen der Dresdner Architekten Lossow und Kühne 1914 fertiggestellten Verwaltungsgebäudes der Elektrizitätswerke Oberlausitz AG in Zittau, Görlitzer Straße 9, übte er vermutlich die Bauleitung aus.
Nach dem Ersten Weltkrieg, als u. a. wegen der Inflation kaum größere Bauaufträge zu bekommen waren, entwarf er auch Grabmale und Ehrenmale, so an der Zittauer Kreuzkirche, an der Spreequelle am Kottmar und in den Gemeinden Neugersdorf, Wittgendorf, Seitendorf, Spitzkunnersdorf, Kemnitz, Hörnitz und Eibau. In der zweiten Hälfte der 1920er Jahre überwogen Post-, Schul- und Gemeindebauten, so die Postämter in Hainewalde (1926) und Großschönau (1931) und Schulen in Niederoderwitz (1925), Neusalza-Spremberg (1926) und Großpostwitz (1929).
In Seifhennersdorf entwarf er die Fachschule für Textilindustrie (1926), wobei seine Pläne nur zum Teil ausgeführt wurden, und gestaltete 1935/1936 in Zusammenarbeit mit Hans Kech (1902–1954) die bei einem Brand schwer beschädigte Kreuzkirche im Inneren völlig neu.
Ebenfalls 1936 wurde der Dr.-Curt-Heinke-Turm auf dem Breiteberg nach Schiffners Entwürfen errichtet. 
Von 1936 bis 1938 wurden der Ratskeller und der Stadtsaal im Rathaus Löbau nach seinen Entwürfen neu gestaltet.